# 涼樹院 (岐阜県坂祝町)
涼樹院（りょうじゅいん）は岐阜県加茂郡坂祝町深萱にある白衣観世音菩薩を本尊とする臨済宗妙心寺派（聖澤派）の寺院。山号は臨江山。中濃八十八ヶ所霊場第19番札所である。
寛文3年（1663年）6月に深萱の領主であった稲葉正休が長蔵寺7世閔嶺永普を開山として開いた。その際に寺領2石余りを寄進している。もとは深萱八幡神社の傍らに建てられたが、5、6年を経て現在地へ移ったという。安永7年（1778年）3月に火災に見舞われ鐘楼を除いて焼失したが、享和元年（1801年）に復興を果たしている。